# Celle (organisationsenhed)
 Denne artikel omhandler en celle som del af en hemmelig organisation. Opslagsordet har også en anden betydning, se Celle.
 Der er for få eller ingen kildehenvisninger i denne artikel, hvilket er et problem. Du kan hjælpe ved at angive troværdige kilder til de påstande, som fremføres i artiklen.

En celle er i organisationssammenhæng en (ofte hemmelig) enhed, der opererer selvstændigt, uden at være direkte underlagt en officiel hierarkisk organisation. Så vidt muligt bør et medlem af én celle ikke have kendskab til andre celler eller medlemmer af disse. Når de operative enheder på denne måde er adskilt fra hinanden og fra den overordnede organisation, er det ofte operativt begrundet, da myndighederne er nødt til at bekæmpe en celle ad gangen og at afhøring af medlemmer af én celle ikke kan føre videre til andre celler. 
Alt efter cellens og den overordnede organisations formål taler man således om revolutionsceller, terrorceller eller andet.
| Ledelse | Spire Denne artikel om ledelse i teori eller praksis er en spire som bør udbygges. Du er velkommen til at hjælpe Wikipedia ved at udvide den. |